# Municipio de Matamoros (Coahuila)
El Municipio de Matamoros es uno de los 38 municipios en que se encuentra dividido para su régimen interior el estado mexicano de Coahuila de Zaragoza y que se localiza en el suroeste del estado, su cabecera es la ciudad de Matamoros.

## Demografía
De acuerdo con los resultados del Censo de Población y Vivienda de 2020 realizado por el Instituto Nacional de Estadística y Geografía, la población total del municipio de Matamoros asciende a 118 337 personas.

### Localidades
En el Censo de 2020 el municipio de Matamoros contaba con 161 localidades.
| Código INEGI      | Localidad                  | Población (2020) |
| ----------------- | -------------------------- | ---------------- |
| 050170001         | Matamoros                  | 59 762           |
| 050170012         | San Antonio del Coyote     | 9 213            |
| 050170025         | Hidalgo                    | 4 351            |
| 050170122         | El Cambio                  | 3 960            |
| 050170046         | Santo Niño Aguanaval       | 2 487            |
| 050170027         | La Luz                     | 2 368            |
| 050170026         | Hormiguero                 | 2 264            |
| 050170035         | Purísima                   | 1 896            |
| 050170048         | Solima                     | 1 693            |
| 050170017         | La Esperanza               | 1 492            |
| 050170052         | Veinte de Noviembre        | 1 474            |
| 050170166         | La Flor de Mayo y la Barca | 1 432            |
| 050170023         | Granada                    | 1 335            |
| 050170045         | Santa Ana del Pilar        | 1 231            |
| 050170016         | Escuadrón Doscientos Uno   | 1 160            |
| 050170390         | Nuevo Mieleras             | 1 099            |
| 050170011         | El Consuelo                | 1 039            |
| 050170029         | Maravillas                 | 1 034            |
| 050170446         | Hacienda San Miguel        | 1 020            |
| 050170013         | El Cuije                   | 1 001            |
| Otras localidades | Otras localidades          | 17 026           |
| Total municipal   | Total municipal            | 118 337          |

### Otras localidades
- Atalaya
- Unión del Barrial
- Benito Juárez
- Compuertas
- El Chorrito
- La Esperanza
- Filipinas (Lampacitos)
- Guadalupe Victoria
- Manantial
- Monte Alegre
- Petronilas
- El Pilar
- Purísima
- El Refugio
- El Sacrificio
- San Antonio del Alto
- San Felipe Aguanaval
- San Francisco Aguanaval
- San Martín de la Cabaña
- Santa Ana del Pilar
- Solima
- Solis
- Tierra Blanca
- Vicente Guerrero
- Viscaya
- El Olivo
- Andalucía
- Villamar (Simón Bolívar)
- Corona
- El Parreño
- Las Palomas
- Establo Doña Margarita (Monclova)
- San Isidro
- Las Margaritas
- Morelos Dos (Bilbao)
- Benito Juárez
- Cannan
- Cadereyta
- Cerralvo
- El Desafío
- Valverde
- Asturias
- El Seis de Mayo
- Fracción Sur de Oviedo (La Grulla)
- El Cambio
- Irlanda
- San Julián
- San Julián (El Tejaban)
- Ignacio Zaragoza (La Crisis)
- Torrecillas (La Trece)
- Redención Agraria
- El Bastan
- Monte Carlo
- Rancho de Afuera
- Fresno del Sur (El Fresno)
- La Batalla
- Bachoco (Los Ángeles)
- Benavides (Morelos Uno)
- Las Carpas
- Corea
- El Cuatro
- El Cuatro (Valladolid Norte)
- La Flor de Mayo y La Barca
- Lázaro Cárdenas (Benito Juárez Seis)
- Noacan (No que No)
- Nueva Soledad
- Perales
- La Reforma (Morelos Cuatro)
- Rosalinda
- San José de los Emilianos
- Santa Brígida
- Solima
- Corrales Aguanaval (Las Tuzas)
- Granja Zaragoza
- El Carmen
- Morelos Sociedad (Noria Once)
- Frontera
- Rancho Negro
- Congregación Sacrificio (El Dólar)
- Mapulas
- Noria de la Quemada (Noria de la Blanca)
- Monterrey
- Morelos Siete (Los López)
- Morelos Trece
- Morelos Nueve (González Herrera)
- La Grulla
- Las Cruces
- Morelos Cinco (La Gloria)
- Granja Torreón
- Las Enramadas
- El Edén (Los Galindo)
- Santa Cecilia
- Granja la Garcita
- El Rosario
- Los Ángeles
- Nidia Edith
- Sector Seis Purísima
- Grupo de Responsabilidad Solidaria Solima Dos
- Granja San Gerardo
- Veintiuno de Marzo (La Reforma)
- Entronque Congregación Hidalgo
- Sector Veintitrés
- Noria del Ej. el Pilar Sec. 2 (Gja. el Rocío)
- Noria de Ejido Compuertas
- Noria Número Cinco Ejido San Miguel
- Torrecillas Dos (La Once)
- Noria Santa Ana del Pilar Sector Dos (Mencho)
- El Pacífico
- Noria la Otto
- Solima Número Dos (El Relámpago)
- Solima Número Dos (Las Moras)
- Entrada al Cuije
- Grupo Solidario Santa Ana del Pilar Uno A
- La Noria Número Cuatro
- Jilimones
- Noria Número Dos del Ejido Buen Abrigo
- El Tejaban
- El Guapo
- La Libertad
- San Andrés (Gracielas B)
- Noria Sector Cinco Solima
- Sector Cinco Buen Abrigo
- Pozo Dos Mil Veinticinco Solis
- El Milagro de Fresneo
- Sector Dos Andalucía
- Noria el Alto Santo Tomas
- Morelos Ciento Noventa
- Enrique Segovia Cisneros
- Tapón de Villacuña (Sector Dos Morelos)
- La Fortuna
- Noria Seis Carroceras
- La Tres Nuevo Mieleras
- El Dólar
- Los Rayos (La Diez)
- Noria Elena
- San Pablo Guelatao
- Gracielas A
- Granada Noria Setecientos Sesenta y Siete
- Noria la Uno
- Raúl Salazar Castañón
- El Fuerte
- Noria 747 (Sec. Técnica No. Catorce)
- Los Alfredos
- Noria el Quince
- Las Palmas
- La Gabia
- Fraccionamiento Residencial 21
- Parcelas de Hormiguero (Los Chiveros)

### Localidades turísticas
El municipio de Matamoros incluye diversas localidades turísticas algunas son las siguientes:
El cerro de las antenas ubicado en el ejido de Vizcaya locación donde se puede realizar senderismo por diversas partes del cerro, con un camino principal empedrado que facilita el viaje o senderos creados para los excursionistas más arriesgados. 
La azufrera zona de senderismo perfecta para excursiones familiares y camping, se puede visitar casi todo el año, un lugar lleno de naturaleza desértica y alejado de todo.
La cueva del tabaco es un enclave muy cerca de Matamoros que jugó un papel muy importante en la historia del país, ya que fungió de resguardo para el Archivo General de la Nación durante la invasión francesa.
Actualmente se puede visitar y observar las publicaciones de esa época en donde se narra la llegada del Presidente Juárez a la región y hasta el momento en que los documentos fueron regresados a su lugar correspondiente.

## Geografía
Matamoros se encuentra ubicado en la Región Lagunera de Coahuila, en las coordenadas 103°13´42” longitud oeste y 25° 31´41” latitud norte. A una altitud de 1100 metros sobre el nivel del mar. Limita al poniente con Torreón, al oriente con San Pedro de las Colonias y Viesca, y al norte con Francisco I Madero.
Tiene una extensión de 1,003.70 km², y su relieve es plano.

### Clima
Su clima es muy cálido con lluvias en verano y fuertes vientos que llegan hasta los 44 kilómetros por hora en primavera que producen tolvaneras. La temperatura promedio anual oscila entre los 22 y 24 grados centígrados. Aunque esta temperatura puede variar de un año a otro ya que a últimas fechas en los más recientes inviernos se han registrado temperaturas mínimas de -3 a -8 grados bajo cero, y en los veranos de estos últimos años la temperatura ha alcanzado índices de 40 °C a 53 °C.

### Flora y fauna
Su vegetación es escasa y predominan los mezquites y otras plantas de clima seco como las xerófilas.
Su fauna consta de coyotes, liebres y algunos reptiles propios de la zona desértica.